# Crassispira currani
Crassispira currani é uma espécie de gastrópode do gênero Crassispira, pertencente à família Pseudomelatomidae.